# Тардьё, Огюст-Амбруаз
 Огюст-Амбруаз Тардьё (1818—1879) — французский врач. Считается одним из основоположников судебной медицины.

## Биография
Профессор в Париже, один из самых замечательных представителей и двигателей судебной медицины. Поставив преподавание судебной медицины на прочную научную почву и связав его с практическими занятиями в Морге, Тардьё явился в ряде громких и сложных процессов заместителем Орфилы и барона Пакье и много сделал для усовершенствования судебно-медицинской экспертизы. Его письменные заключения в деле об убийстве герцогини де Пралён и о самоубийстве её мужа, данные в 1847 г., обратили на себя внимание учёного и судебного мира; его устные заключения в известных процессах доктора Ла-Поммерэ, обвинявшегося в 1863 г. в Париже в отравлении вдовы По, жизнь которой была им в свою пользу застрахована в огромной сумме, и домовладельца Армана, обвинявшегося в 1864 г. в Монпелье в лишении свободы своего слуги Ру и в насилии над ним, вызвали целую литературу и создали для Тардьё положение авторитетного научного судьи по самым сложным и требующим глубокой вдумчивости вопросам медицинского характера. В процессе Ла-Поммерэ он указал способы и приёмы исследования отравлений, не оставляющих видимых повреждений во внутренних органах, и дал подробную и новую картину весьма редкого случая отравления дигиталином. По форме и содержанию, по удобопонятности изложения хода научных изысканий, по строгой объективности и верному разграничению ролей судьи и эксперта — эта экспертиза является классическим образцом для изучения. Во втором процессе путём личных опытов и ряда убедительных доводов он выяснил с неопровержимою наглядностью подделку преступления со стороны Ру с целью вымогательства денег у хозяина.
Наряду с этими экспертизами шёл непрерывный ряд заключений Тардьё по делам о вытравлениях плода, о детоубийстве и в особенности о преступлениях против нравственности. Плодом этих трудов явились сочинения: «О вытравлении плода» («Etude médico-légale sur l’avortement»), «О детоубийстве» («Etude sur l’infanticide») и «О преступлениях против нравственности» («Etude médico-légale sur les attentats aux moeurs»), снабжённые рисунками, таблицами и богатейшим казуистическим материалом. Особенно замечательно последнее сочинение, бывшее первым и блестящим опытом научного исследования ненормальных плотских стремлений, выражающихся в преступных деяниях. Несмотря на замечательные последующие работы Каспера, Крафт-Эбинга и Тарновского, судебно-медицинская сторона этой книги не утратила своего значения до сих пор, являясь необходимым подспорьем для врача и юриста, в вопросах, где приходится, по словам Каспера, «отчаиваться в человеке». Отталкивающие подробности изложены на латинском языке. Тардьё работал и в других областях знания, соприкасающихся с судебною медициною и медицинскою полициею. Так, им написаны исследования в 1843 г. о сапе у человека, в 1849 г. — о влиянии различных профессий на органические изменения у человека, в 1850 г. — о самовозгорании человека, в 1852 г. — о бойнях и кладбищах, в 1855 г. — о татуировке, о гигиене при медничных работах, о том же при фабрикации спичек; в 1861—64 гг. — о заразных болезнях и о заболеваниях вследствие неосторожности и небрежности. В 1862 г. им издан обширный «Словарь общественной гигиены», в 1866 г. — «Руководство для клинических работ», в 1865—67 гг. вместе с английским врачом Альфредом Тейлором — весьма интересное сочинение о застраховании жизни в судебно-медицинском отношении, перев. на русский язык в «Архиве судебной медицины» Ловцова; в 1872 г. — исследование о сумасшествии («Etude médico-légale sur la folie»). Наконец, особого внимания заслуживают его сочинения о разных родах задушения («Mémoire sur la mort par suffocation», «Etude médico-légale sur la strangulation» и «Question médico-légale sur la pendaison») и об отравлениях («Mémoire sur l’empoisonnement par la strychnine», «Empoisonnement par la strychnine, l’arsenic et les sels de cuivre», «Etude médico-légale sur l’empoisonnement»). По отношению к задушению Тардьё с особою тщательностью изучил и описал явления со стороны запирательных мышц пузыря и прямой кишки, сопровождаемые параличом, а также в психической сфере человека, испытавшего на себе не имевшее смертельного исхода задушение. Существование указанных Тардьё апоплексических гнёзд в лёгких оспаривалось Каспером, но точечные кровоподтёки на поверхности лёгких, впервые распознанные им и получившие название пятен Тардьё, считаются одним из важных признаков смерти от задушения, всё равно, происходит ли оно от механического зажатия путей доступа воздуха в лёгкие или же от утопления или повешения. По отношению к отравлению Тардьё настойчиво предостерегал от увлечений нахождением яда в трупе как несомненным доказательством отравления без обращения внимания на прижизненные явления и изменения в самом организме; он требовал, чтобы прежде заключения о наличности отравления была с точностью выяснена невозможность проникновения яда в труп естественным или случайным, а не преступным путём. Предложив свою классификацию ядов по их действию на irritants, hyposthénisants, stupéfiants, narcotiques et nevrosthéniques, Tардье рядом тщательных исследований показал, что средством для доказательства отравления не всегда служат и должны служить вскрытие или химический анализ, но что отравление или покушение на него могут быть установлены и рядом систематических наблюдений у постели больного, причем физиолого-патологические явления могут бросить не меньший свет на дело, чем химические реактивы. Во всех судебно-медицинских трактатах Тардьё следует отметить то особое внимание, которое он обращал на разработку правильных понятий о профессиональных обязанностях эксперта. С этой точки зрения его труды, изложенные блестящим, сжатым и в высшей степени точным языком, составляют ценный вклад в науку судебной медицины, о достойном преподавании которой, долго находившемся во Франции в некотором пренебрежении, он постоянно заботился. В 1864 г. Тардьё был назначен деканом Парижской медицинской школы, но уже в 1866 г., став на сторону министра Дюрюи в строгостях против студентов, участвовавших в манифестациях на Люттихском конгрессе, он почувствовал утрату своего влияния на слушателей и оставил звание декана, сохранив только профессуру.
В 1870 г., приглашённый в качестве эксперта в Тур, в заседание верховного суда над принцем Пьером Бонапарте, обвиняемым в убийстве журналиста Пьера Нуара, Тардьё высказал категорическое мнение, что Нуар ударил принца Бонапарта по лицу, из чего вытекало, что последний действовал в состоянии самообороны; на этом основании принц был оправдан присяжными. Такой результат шёл вразрез с общественным брожением против бонапартизма, а резкие выражения, употребленные Тардьё в полемике, возникшей по поводу его — в существе совершенно правильной — экспертизы, вызвали враждебные ему демонстрации студентов. С падением империи он оставил должность члена парижского муниципального совета, но остался директором парижской больницы.